# 镇溪街道
镇溪街道，是中华人民共和国湖南省湘西土家族苗族自治州吉首市下辖的一个乡镇级行政单位。

## 行政区划
镇溪街道下辖以下地区：
科技园社区、胡麻井社区、砂子坳社区、雅溪社区、马坡岭社区、商业城社区、吉新社区、寨垅村和坪山坡村。